# 1960 en boxe anglaise
| Années de la boxe anglaise : 1957 - 1958 - 1959 - 1960 - 1961 - 1962 - 1963    |
| Décennies de la boxe anglaise : 1930 - 1940 - 1950 - 1960 - 1970 - 1980 - 1990 |

Cet article présente les faits marquants de l’année 1960 en boxe anglaise.

## Évènements

### Jeux olympiques
- Boxe aux Jeux olympiques d'été de 1960